# Naționalismul albanez în Albania
Naționalismul albanez este o ideologie naționalistă ce a apărut în spațiul albanez în timpul secolului al XIX-lea. În această perioadă, majoritatea etnicilor albanezi erau musulmani, având relații apropiate cu Imperiul Otoman. Tocmai din acest motiv, apariția naționalismului a fost un fenomen complex, adesea eterogen.